# Haleburg
Haleburg – miasto w Stanach Zjednoczonych, w stanie Alabama, w hrabstwie Henry. W roku 2023 miasto zamieszkiwało 116 osób, a gęstość zaludnienia wynosiła 11,7 osoby/km².